# ハイパー・ウォーズ 帝国の逆上
『ハイパー・ウォーズ 帝国の逆上』（ハイパー・ウォーズ ていこくのぎゃくじょう、英語: Hyperspace、別名：Gremloids）は、1984年に制作された3DのSFコメディ映画で、クリス・エリオットとポーラ・パウンドストーンが主演、トッド・デュアハムが脚本、監督し、ノースカロライナ州シェルビーで撮影された。オーウェンズビー・スタジオが1980年代に手掛けた6番目にして最後の3D映画であった。
この作品は、1977年に制作されたスペースオペラ『スター・ウォーズ』のパロディ映画である。この作品で登場したバケットヘッド卿は、後にその名を騙ってイギリスの選挙に出馬する皮肉屋の泡沫候補を生み出すこととなった。

## キャスト
- クリス・エリオット - ウィリアム・ホッパー (William Hopper)
- ポーラ・パウンドストーン - カレン (Karen)
- アラン・マルクス - マックス (Max)
- ロビン・ブラッドワース - バケットヘッド卿 (Lord Buckethead)（ロバート・ブラッドワースとクレジットされている[4]）
- R・C・ナニー (R.C. Nanney) - チェスター (Chester)

## 制作
主演のコメディ俳優クリス・エリオットは、テレビ番組『Late Night with David Letterman』に出演中だった時期に、この役を演じた。
この作品は、当初は『ハイパースペース (Hyperspace)』としてメトロ・ゴールドウィン・メイヤー (MGM) が配給する運びとなっていたものの、劇場公開には至らなかったが、イギリスでは『グレムロイズ (Gremloids)』という名称で公開された。

## 遺されたもの
グレムロイズ党 (Gremloids Party) は、バケットヘッド卿（「バケツ頭卿」の意）と称する候補者をイギリス総選挙に合わせて3回出馬させた、実体のない政党。いずれの場合も、候補者はバケツ状の仮面を着けた姿で現れた。バケットヘッド卿は、1987年総選挙の際にはマーガレット・サッチャーと同じフィンチリー選挙区、1992年総選挙の際にはジョン・メージャーと同じハンティンドン選挙区、さらに、2017年総選挙の際にはテリーザ・メイと同じメイデンヘッド選挙区と、いずれもその当時の首相で保守党党首の選挙区に、それぞれ出馬し、2017年のときには249票（0.4%）を得票した。